# Шашмати
Шашмати — це варіант шашок, що його запропонував Соломон Голомб (англ. Solomon Golomb) у 1948 році. Є гібридним варіантом шашок та шахів.
|   | a | b | c | d | e | f | g | h |   |
| 8 | b8 чорний кінь · d8 чорний король · f8 чорний король · h8 чорний слон · a7 чорний пішак · c7 чорний пішак · e7 чорний пішак · g7 чорний пішак · b6 чорний пішак · d6 чорний пішак · f6 чорний пішак · h6 чорний пішак · a3 білий пішак · c3 білий пішак · e3 білий пішак · g3 білий пішак · b2 білий пішак · d2 білий пішак · f2 білий пішак · h2 білий пішак · a1 білий слон · c1 білий король · e1 білий король · g1 білий кінь | b8 чорний кінь · d8 чорний король · f8 чорний король · h8 чорний слон · a7 чорний пішак · c7 чорний пішак · e7 чорний пішак · g7 чорний пішак · b6 чорний пішак · d6 чорний пішак · f6 чорний пішак · h6 чорний пішак · a3 білий пішак · c3 білий пішак · e3 білий пішак · g3 білий пішак · b2 білий пішак · d2 білий пішак · f2 білий пішак · h2 білий пішак · a1 білий слон · c1 білий король · e1 білий король · g1 білий кінь | b8 чорний кінь · d8 чорний король · f8 чорний король · h8 чорний слон · a7 чорний пішак · c7 чорний пішак · e7 чорний пішак · g7 чорний пішак · b6 чорний пішак · d6 чорний пішак · f6 чорний пішак · h6 чорний пішак · a3 білий пішак · c3 білий пішак · e3 білий пішак · g3 білий пішак · b2 білий пішак · d2 білий пішак · f2 білий пішак · h2 білий пішак · a1 білий слон · c1 білий король · e1 білий король · g1 білий кінь | b8 чорний кінь · d8 чорний король · f8 чорний король · h8 чорний слон · a7 чорний пішак · c7 чорний пішак · e7 чорний пішак · g7 чорний пішак · b6 чорний пішак · d6 чорний пішак · f6 чорний пішак · h6 чорний пішак · a3 білий пішак · c3 білий пішак · e3 білий пішак · g3 білий пішак · b2 білий пішак · d2 білий пішак · f2 білий пішак · h2 білий пішак · a1 білий слон · c1 білий король · e1 білий король · g1 білий кінь | b8 чорний кінь · d8 чорний король · f8 чорний король · h8 чорний слон · a7 чорний пішак · c7 чорний пішак · e7 чорний пішак · g7 чорний пішак · b6 чорний пішак · d6 чорний пішак · f6 чорний пішак · h6 чорний пішак · a3 білий пішак · c3 білий пішак · e3 білий пішак · g3 білий пішак · b2 білий пішак · d2 білий пішак · f2 білий пішак · h2 білий пішак · a1 білий слон · c1 білий король · e1 білий король · g1 білий кінь | b8 чорний кінь · d8 чорний король · f8 чорний король · h8 чорний слон · a7 чорний пішак · c7 чорний пішак · e7 чорний пішак · g7 чорний пішак · b6 чорний пішак · d6 чорний пішак · f6 чорний пішак · h6 чорний пішак · a3 білий пішак · c3 білий пішак · e3 білий пішак · g3 білий пішак · b2 білий пішак · d2 білий пішак · f2 білий пішак · h2 білий пішак · a1 білий слон · c1 білий король · e1 білий король · g1 білий кінь | b8 чорний кінь · d8 чорний король · f8 чорний король · h8 чорний слон · a7 чорний пішак · c7 чорний пішак · e7 чорний пішак · g7 чорний пішак · b6 чорний пішак · d6 чорний пішак · f6 чорний пішак · h6 чорний пішак · a3 білий пішак · c3 білий пішак · e3 білий пішак · g3 білий пішак · b2 білий пішак · d2 білий пішак · f2 білий пішак · h2 білий пішак · a1 білий слон · c1 білий король · e1 білий король · g1 білий кінь | b8 чорний кінь · d8 чорний король · f8 чорний король · h8 чорний слон · a7 чорний пішак · c7 чорний пішак · e7 чорний пішак · g7 чорний пішак · b6 чорний пішак · d6 чорний пішак · f6 чорний пішак · h6 чорний пішак · a3 білий пішак · c3 білий пішак · e3 білий пішак · g3 білий пішак · b2 білий пішак · d2 білий пішак · f2 білий пішак · h2 білий пішак · a1 білий слон · c1 білий король · e1 білий король · g1 білий кінь | 8 |
| 7 | b8 чорний кінь · d8 чорний король · f8 чорний король · h8 чорний слон · a7 чорний пішак · c7 чорний пішак · e7 чорний пішак · g7 чорний пішак · b6 чорний пішак · d6 чорний пішак · f6 чорний пішак · h6 чорний пішак · a3 білий пішак · c3 білий пішак · e3 білий пішак · g3 білий пішак · b2 білий пішак · d2 білий пішак · f2 білий пішак · h2 білий пішак · a1 білий слон · c1 білий король · e1 білий король · g1 білий кінь | b8 чорний кінь · d8 чорний король · f8 чорний король · h8 чорний слон · a7 чорний пішак · c7 чорний пішак · e7 чорний пішак · g7 чорний пішак · b6 чорний пішак · d6 чорний пішак · f6 чорний пішак · h6 чорний пішак · a3 білий пішак · c3 білий пішак · e3 білий пішак · g3 білий пішак · b2 білий пішак · d2 білий пішак · f2 білий пішак · h2 білий пішак · a1 білий слон · c1 білий король · e1 білий король · g1 білий кінь | b8 чорний кінь · d8 чорний король · f8 чорний король · h8 чорний слон · a7 чорний пішак · c7 чорний пішак · e7 чорний пішак · g7 чорний пішак · b6 чорний пішак · d6 чорний пішак · f6 чорний пішак · h6 чорний пішак · a3 білий пішак · c3 білий пішак · e3 білий пішак · g3 білий пішак · b2 білий пішак · d2 білий пішак · f2 білий пішак · h2 білий пішак · a1 білий слон · c1 білий король · e1 білий король · g1 білий кінь | b8 чорний кінь · d8 чорний король · f8 чорний король · h8 чорний слон · a7 чорний пішак · c7 чорний пішак · e7 чорний пішак · g7 чорний пішак · b6 чорний пішак · d6 чорний пішак · f6 чорний пішак · h6 чорний пішак · a3 білий пішак · c3 білий пішак · e3 білий пішак · g3 білий пішак · b2 білий пішак · d2 білий пішак · f2 білий пішак · h2 білий пішак · a1 білий слон · c1 білий король · e1 білий король · g1 білий кінь | b8 чорний кінь · d8 чорний король · f8 чорний король · h8 чорний слон · a7 чорний пішак · c7 чорний пішак · e7 чорний пішак · g7 чорний пішак · b6 чорний пішак · d6 чорний пішак · f6 чорний пішак · h6 чорний пішак · a3 білий пішак · c3 білий пішак · e3 білий пішак · g3 білий пішак · b2 білий пішак · d2 білий пішак · f2 білий пішак · h2 білий пішак · a1 білий слон · c1 білий король · e1 білий король · g1 білий кінь | b8 чорний кінь · d8 чорний король · f8 чорний король · h8 чорний слон · a7 чорний пішак · c7 чорний пішак · e7 чорний пішак · g7 чорний пішак · b6 чорний пішак · d6 чорний пішак · f6 чорний пішак · h6 чорний пішак · a3 білий пішак · c3 білий пішак · e3 білий пішак · g3 білий пішак · b2 білий пішак · d2 білий пішак · f2 білий пішак · h2 білий пішак · a1 білий слон · c1 білий король · e1 білий король · g1 білий кінь | b8 чорний кінь · d8 чорний король · f8 чорний король · h8 чорний слон · a7 чорний пішак · c7 чорний пішак · e7 чорний пішак · g7 чорний пішак · b6 чорний пішак · d6 чорний пішак · f6 чорний пішак · h6 чорний пішак · a3 білий пішак · c3 білий пішак · e3 білий пішак · g3 білий пішак · b2 білий пішак · d2 білий пішак · f2 білий пішак · h2 білий пішак · a1 білий слон · c1 білий король · e1 білий король · g1 білий кінь | b8 чорний кінь · d8 чорний король · f8 чорний король · h8 чорний слон · a7 чорний пішак · c7 чорний пішак · e7 чорний пішак · g7 чорний пішак · b6 чорний пішак · d6 чорний пішак · f6 чорний пішак · h6 чорний пішак · a3 білий пішак · c3 білий пішак · e3 білий пішак · g3 білий пішак · b2 білий пішак · d2 білий пішак · f2 білий пішак · h2 білий пішак · a1 білий слон · c1 білий король · e1 білий король · g1 білий кінь | 7 |
| 6 | b8 чорний кінь · d8 чорний король · f8 чорний король · h8 чорний слон · a7 чорний пішак · c7 чорний пішак · e7 чорний пішак · g7 чорний пішак · b6 чорний пішак · d6 чорний пішак · f6 чорний пішак · h6 чорний пішак · a3 білий пішак · c3 білий пішак · e3 білий пішак · g3 білий пішак · b2 білий пішак · d2 білий пішак · f2 білий пішак · h2 білий пішак · a1 білий слон · c1 білий король · e1 білий король · g1 білий кінь | b8 чорний кінь · d8 чорний король · f8 чорний король · h8 чорний слон · a7 чорний пішак · c7 чорний пішак · e7 чорний пішак · g7 чорний пішак · b6 чорний пішак · d6 чорний пішак · f6 чорний пішак · h6 чорний пішак · a3 білий пішак · c3 білий пішак · e3 білий пішак · g3 білий пішак · b2 білий пішак · d2 білий пішак · f2 білий пішак · h2 білий пішак · a1 білий слон · c1 білий король · e1 білий король · g1 білий кінь | b8 чорний кінь · d8 чорний король · f8 чорний король · h8 чорний слон · a7 чорний пішак · c7 чорний пішак · e7 чорний пішак · g7 чорний пішак · b6 чорний пішак · d6 чорний пішак · f6 чорний пішак · h6 чорний пішак · a3 білий пішак · c3 білий пішак · e3 білий пішак · g3 білий пішак · b2 білий пішак · d2 білий пішак · f2 білий пішак · h2 білий пішак · a1 білий слон · c1 білий король · e1 білий король · g1 білий кінь | b8 чорний кінь · d8 чорний король · f8 чорний король · h8 чорний слон · a7 чорний пішак · c7 чорний пішак · e7 чорний пішак · g7 чорний пішак · b6 чорний пішак · d6 чорний пішак · f6 чорний пішак · h6 чорний пішак · a3 білий пішак · c3 білий пішак · e3 білий пішак · g3 білий пішак · b2 білий пішак · d2 білий пішак · f2 білий пішак · h2 білий пішак · a1 білий слон · c1 білий король · e1 білий король · g1 білий кінь | b8 чорний кінь · d8 чорний король · f8 чорний король · h8 чорний слон · a7 чорний пішак · c7 чорний пішак · e7 чорний пішак · g7 чорний пішак · b6 чорний пішак · d6 чорний пішак · f6 чорний пішак · h6 чорний пішак · a3 білий пішак · c3 білий пішак · e3 білий пішак · g3 білий пішак · b2 білий пішак · d2 білий пішак · f2 білий пішак · h2 білий пішак · a1 білий слон · c1 білий король · e1 білий король · g1 білий кінь | b8 чорний кінь · d8 чорний король · f8 чорний король · h8 чорний слон · a7 чорний пішак · c7 чорний пішак · e7 чорний пішак · g7 чорний пішак · b6 чорний пішак · d6 чорний пішак · f6 чорний пішак · h6 чорний пішак · a3 білий пішак · c3 білий пішак · e3 білий пішак · g3 білий пішак · b2 білий пішак · d2 білий пішак · f2 білий пішак · h2 білий пішак · a1 білий слон · c1 білий король · e1 білий король · g1 білий кінь | b8 чорний кінь · d8 чорний король · f8 чорний король · h8 чорний слон · a7 чорний пішак · c7 чорний пішак · e7 чорний пішак · g7 чорний пішак · b6 чорний пішак · d6 чорний пішак · f6 чорний пішак · h6 чорний пішак · a3 білий пішак · c3 білий пішак · e3 білий пішак · g3 білий пішак · b2 білий пішак · d2 білий пішак · f2 білий пішак · h2 білий пішак · a1 білий слон · c1 білий король · e1 білий король · g1 білий кінь | b8 чорний кінь · d8 чорний король · f8 чорний король · h8 чорний слон · a7 чорний пішак · c7 чорний пішак · e7 чорний пішак · g7 чорний пішак · b6 чорний пішак · d6 чорний пішак · f6 чорний пішак · h6 чорний пішак · a3 білий пішак · c3 білий пішак · e3 білий пішак · g3 білий пішак · b2 білий пішак · d2 білий пішак · f2 білий пішак · h2 білий пішак · a1 білий слон · c1 білий король · e1 білий король · g1 білий кінь | 6 |
| 5 | b8 чорний кінь · d8 чорний король · f8 чорний король · h8 чорний слон · a7 чорний пішак · c7 чорний пішак · e7 чорний пішак · g7 чорний пішак · b6 чорний пішак · d6 чорний пішак · f6 чорний пішак · h6 чорний пішак · a3 білий пішак · c3 білий пішак · e3 білий пішак · g3 білий пішак · b2 білий пішак · d2 білий пішак · f2 білий пішак · h2 білий пішак · a1 білий слон · c1 білий король · e1 білий король · g1 білий кінь | b8 чорний кінь · d8 чорний король · f8 чорний король · h8 чорний слон · a7 чорний пішак · c7 чорний пішак · e7 чорний пішак · g7 чорний пішак · b6 чорний пішак · d6 чорний пішак · f6 чорний пішак · h6 чорний пішак · a3 білий пішак · c3 білий пішак · e3 білий пішак · g3 білий пішак · b2 білий пішак · d2 білий пішак · f2 білий пішак · h2 білий пішак · a1 білий слон · c1 білий король · e1 білий король · g1 білий кінь | b8 чорний кінь · d8 чорний король · f8 чорний король · h8 чорний слон · a7 чорний пішак · c7 чорний пішак · e7 чорний пішак · g7 чорний пішак · b6 чорний пішак · d6 чорний пішак · f6 чорний пішак · h6 чорний пішак · a3 білий пішак · c3 білий пішак · e3 білий пішак · g3 білий пішак · b2 білий пішак · d2 білий пішак · f2 білий пішак · h2 білий пішак · a1 білий слон · c1 білий король · e1 білий король · g1 білий кінь | b8 чорний кінь · d8 чорний король · f8 чорний король · h8 чорний слон · a7 чорний пішак · c7 чорний пішак · e7 чорний пішак · g7 чорний пішак · b6 чорний пішак · d6 чорний пішак · f6 чорний пішак · h6 чорний пішак · a3 білий пішак · c3 білий пішак · e3 білий пішак · g3 білий пішак · b2 білий пішак · d2 білий пішак · f2 білий пішак · h2 білий пішак · a1 білий слон · c1 білий король · e1 білий король · g1 білий кінь | b8 чорний кінь · d8 чорний король · f8 чорний король · h8 чорний слон · a7 чорний пішак · c7 чорний пішак · e7 чорний пішак · g7 чорний пішак · b6 чорний пішак · d6 чорний пішак · f6 чорний пішак · h6 чорний пішак · a3 білий пішак · c3 білий пішак · e3 білий пішак · g3 білий пішак · b2 білий пішак · d2 білий пішак · f2 білий пішак · h2 білий пішак · a1 білий слон · c1 білий король · e1 білий король · g1 білий кінь | b8 чорний кінь · d8 чорний король · f8 чорний король · h8 чорний слон · a7 чорний пішак · c7 чорний пішак · e7 чорний пішак · g7 чорний пішак · b6 чорний пішак · d6 чорний пішак · f6 чорний пішак · h6 чорний пішак · a3 білий пішак · c3 білий пішак · e3 білий пішак · g3 білий пішак · b2 білий пішак · d2 білий пішак · f2 білий пішак · h2 білий пішак · a1 білий слон · c1 білий король · e1 білий король · g1 білий кінь | b8 чорний кінь · d8 чорний король · f8 чорний король · h8 чорний слон · a7 чорний пішак · c7 чорний пішак · e7 чорний пішак · g7 чорний пішак · b6 чорний пішак · d6 чорний пішак · f6 чорний пішак · h6 чорний пішак · a3 білий пішак · c3 білий пішак · e3 білий пішак · g3 білий пішак · b2 білий пішак · d2 білий пішак · f2 білий пішак · h2 білий пішак · a1 білий слон · c1 білий король · e1 білий король · g1 білий кінь | b8 чорний кінь · d8 чорний король · f8 чорний король · h8 чорний слон · a7 чорний пішак · c7 чорний пішак · e7 чорний пішак · g7 чорний пішак · b6 чорний пішак · d6 чорний пішак · f6 чорний пішак · h6 чорний пішак · a3 білий пішак · c3 білий пішак · e3 білий пішак · g3 білий пішак · b2 білий пішак · d2 білий пішак · f2 білий пішак · h2 білий пішак · a1 білий слон · c1 білий король · e1 білий король · g1 білий кінь | 5 |
| 4 | b8 чорний кінь · d8 чорний король · f8 чорний король · h8 чорний слон · a7 чорний пішак · c7 чорний пішак · e7 чорний пішак · g7 чорний пішак · b6 чорний пішак · d6 чорний пішак · f6 чорний пішак · h6 чорний пішак · a3 білий пішак · c3 білий пішак · e3 білий пішак · g3 білий пішак · b2 білий пішак · d2 білий пішак · f2 білий пішак · h2 білий пішак · a1 білий слон · c1 білий король · e1 білий король · g1 білий кінь | b8 чорний кінь · d8 чорний король · f8 чорний король · h8 чорний слон · a7 чорний пішак · c7 чорний пішак · e7 чорний пішак · g7 чорний пішак · b6 чорний пішак · d6 чорний пішак · f6 чорний пішак · h6 чорний пішак · a3 білий пішак · c3 білий пішак · e3 білий пішак · g3 білий пішак · b2 білий пішак · d2 білий пішак · f2 білий пішак · h2 білий пішак · a1 білий слон · c1 білий король · e1 білий король · g1 білий кінь | b8 чорний кінь · d8 чорний король · f8 чорний король · h8 чорний слон · a7 чорний пішак · c7 чорний пішак · e7 чорний пішак · g7 чорний пішак · b6 чорний пішак · d6 чорний пішак · f6 чорний пішак · h6 чорний пішак · a3 білий пішак · c3 білий пішак · e3 білий пішак · g3 білий пішак · b2 білий пішак · d2 білий пішак · f2 білий пішак · h2 білий пішак · a1 білий слон · c1 білий король · e1 білий король · g1 білий кінь | b8 чорний кінь · d8 чорний король · f8 чорний король · h8 чорний слон · a7 чорний пішак · c7 чорний пішак · e7 чорний пішак · g7 чорний пішак · b6 чорний пішак · d6 чорний пішак · f6 чорний пішак · h6 чорний пішак · a3 білий пішак · c3 білий пішак · e3 білий пішак · g3 білий пішак · b2 білий пішак · d2 білий пішак · f2 білий пішак · h2 білий пішак · a1 білий слон · c1 білий король · e1 білий король · g1 білий кінь | b8 чорний кінь · d8 чорний король · f8 чорний король · h8 чорний слон · a7 чорний пішак · c7 чорний пішак · e7 чорний пішак · g7 чорний пішак · b6 чорний пішак · d6 чорний пішак · f6 чорний пішак · h6 чорний пішак · a3 білий пішак · c3 білий пішак · e3 білий пішак · g3 білий пішак · b2 білий пішак · d2 білий пішак · f2 білий пішак · h2 білий пішак · a1 білий слон · c1 білий король · e1 білий король · g1 білий кінь | b8 чорний кінь · d8 чорний король · f8 чорний король · h8 чорний слон · a7 чорний пішак · c7 чорний пішак · e7 чорний пішак · g7 чорний пішак · b6 чорний пішак · d6 чорний пішак · f6 чорний пішак · h6 чорний пішак · a3 білий пішак · c3 білий пішак · e3 білий пішак · g3 білий пішак · b2 білий пішак · d2 білий пішак · f2 білий пішак · h2 білий пішак · a1 білий слон · c1 білий король · e1 білий король · g1 білий кінь | b8 чорний кінь · d8 чорний король · f8 чорний король · h8 чорний слон · a7 чорний пішак · c7 чорний пішак · e7 чорний пішак · g7 чорний пішак · b6 чорний пішак · d6 чорний пішак · f6 чорний пішак · h6 чорний пішак · a3 білий пішак · c3 білий пішак · e3 білий пішак · g3 білий пішак · b2 білий пішак · d2 білий пішак · f2 білий пішак · h2 білий пішак · a1 білий слон · c1 білий король · e1 білий король · g1 білий кінь | b8 чорний кінь · d8 чорний король · f8 чорний король · h8 чорний слон · a7 чорний пішак · c7 чорний пішак · e7 чорний пішак · g7 чорний пішак · b6 чорний пішак · d6 чорний пішак · f6 чорний пішак · h6 чорний пішак · a3 білий пішак · c3 білий пішак · e3 білий пішак · g3 білий пішак · b2 білий пішак · d2 білий пішак · f2 білий пішак · h2 білий пішак · a1 білий слон · c1 білий король · e1 білий король · g1 білий кінь | 4 |
| 3 | b8 чорний кінь · d8 чорний король · f8 чорний король · h8 чорний слон · a7 чорний пішак · c7 чорний пішак · e7 чорний пішак · g7 чорний пішак · b6 чорний пішак · d6 чорний пішак · f6 чорний пішак · h6 чорний пішак · a3 білий пішак · c3 білий пішак · e3 білий пішак · g3 білий пішак · b2 білий пішак · d2 білий пішак · f2 білий пішак · h2 білий пішак · a1 білий слон · c1 білий король · e1 білий король · g1 білий кінь | b8 чорний кінь · d8 чорний король · f8 чорний король · h8 чорний слон · a7 чорний пішак · c7 чорний пішак · e7 чорний пішак · g7 чорний пішак · b6 чорний пішак · d6 чорний пішак · f6 чорний пішак · h6 чорний пішак · a3 білий пішак · c3 білий пішак · e3 білий пішак · g3 білий пішак · b2 білий пішак · d2 білий пішак · f2 білий пішак · h2 білий пішак · a1 білий слон · c1 білий король · e1 білий король · g1 білий кінь | b8 чорний кінь · d8 чорний король · f8 чорний король · h8 чорний слон · a7 чорний пішак · c7 чорний пішак · e7 чорний пішак · g7 чорний пішак · b6 чорний пішак · d6 чорний пішак · f6 чорний пішак · h6 чорний пішак · a3 білий пішак · c3 білий пішак · e3 білий пішак · g3 білий пішак · b2 білий пішак · d2 білий пішак · f2 білий пішак · h2 білий пішак · a1 білий слон · c1 білий король · e1 білий король · g1 білий кінь | b8 чорний кінь · d8 чорний король · f8 чорний король · h8 чорний слон · a7 чорний пішак · c7 чорний пішак · e7 чорний пішак · g7 чорний пішак · b6 чорний пішак · d6 чорний пішак · f6 чорний пішак · h6 чорний пішак · a3 білий пішак · c3 білий пішак · e3 білий пішак · g3 білий пішак · b2 білий пішак · d2 білий пішак · f2 білий пішак · h2 білий пішак · a1 білий слон · c1 білий король · e1 білий король · g1 білий кінь | b8 чорний кінь · d8 чорний король · f8 чорний король · h8 чорний слон · a7 чорний пішак · c7 чорний пішак · e7 чорний пішак · g7 чорний пішак · b6 чорний пішак · d6 чорний пішак · f6 чорний пішак · h6 чорний пішак · a3 білий пішак · c3 білий пішак · e3 білий пішак · g3 білий пішак · b2 білий пішак · d2 білий пішак · f2 білий пішак · h2 білий пішак · a1 білий слон · c1 білий король · e1 білий король · g1 білий кінь | b8 чорний кінь · d8 чорний король · f8 чорний король · h8 чорний слон · a7 чорний пішак · c7 чорний пішак · e7 чорний пішак · g7 чорний пішак · b6 чорний пішак · d6 чорний пішак · f6 чорний пішак · h6 чорний пішак · a3 білий пішак · c3 білий пішак · e3 білий пішак · g3 білий пішак · b2 білий пішак · d2 білий пішак · f2 білий пішак · h2 білий пішак · a1 білий слон · c1 білий король · e1 білий король · g1 білий кінь | b8 чорний кінь · d8 чорний король · f8 чорний король · h8 чорний слон · a7 чорний пішак · c7 чорний пішак · e7 чорний пішак · g7 чорний пішак · b6 чорний пішак · d6 чорний пішак · f6 чорний пішак · h6 чорний пішак · a3 білий пішак · c3 білий пішак · e3 білий пішак · g3 білий пішак · b2 білий пішак · d2 білий пішак · f2 білий пішак · h2 білий пішак · a1 білий слон · c1 білий король · e1 білий король · g1 білий кінь | b8 чорний кінь · d8 чорний король · f8 чорний король · h8 чорний слон · a7 чорний пішак · c7 чорний пішак · e7 чорний пішак · g7 чорний пішак · b6 чорний пішак · d6 чорний пішак · f6 чорний пішак · h6 чорний пішак · a3 білий пішак · c3 білий пішак · e3 білий пішак · g3 білий пішак · b2 білий пішак · d2 білий пішак · f2 білий пішак · h2 білий пішак · a1 білий слон · c1 білий король · e1 білий король · g1 білий кінь | 3 |
| 2 | b8 чорний кінь · d8 чорний король · f8 чорний король · h8 чорний слон · a7 чорний пішак · c7 чорний пішак · e7 чорний пішак · g7 чорний пішак · b6 чорний пішак · d6 чорний пішак · f6 чорний пішак · h6 чорний пішак · a3 білий пішак · c3 білий пішак · e3 білий пішак · g3 білий пішак · b2 білий пішак · d2 білий пішак · f2 білий пішак · h2 білий пішак · a1 білий слон · c1 білий король · e1 білий король · g1 білий кінь | b8 чорний кінь · d8 чорний король · f8 чорний король · h8 чорний слон · a7 чорний пішак · c7 чорний пішак · e7 чорний пішак · g7 чорний пішак · b6 чорний пішак · d6 чорний пішак · f6 чорний пішак · h6 чорний пішак · a3 білий пішак · c3 білий пішак · e3 білий пішак · g3 білий пішак · b2 білий пішак · d2 білий пішак · f2 білий пішак · h2 білий пішак · a1 білий слон · c1 білий король · e1 білий король · g1 білий кінь | b8 чорний кінь · d8 чорний король · f8 чорний король · h8 чорний слон · a7 чорний пішак · c7 чорний пішак · e7 чорний пішак · g7 чорний пішак · b6 чорний пішак · d6 чорний пішак · f6 чорний пішак · h6 чорний пішак · a3 білий пішак · c3 білий пішак · e3 білий пішак · g3 білий пішак · b2 білий пішак · d2 білий пішак · f2 білий пішак · h2 білий пішак · a1 білий слон · c1 білий король · e1 білий король · g1 білий кінь | b8 чорний кінь · d8 чорний король · f8 чорний король · h8 чорний слон · a7 чорний пішак · c7 чорний пішак · e7 чорний пішак · g7 чорний пішак · b6 чорний пішак · d6 чорний пішак · f6 чорний пішак · h6 чорний пішак · a3 білий пішак · c3 білий пішак · e3 білий пішак · g3 білий пішак · b2 білий пішак · d2 білий пішак · f2 білий пішак · h2 білий пішак · a1 білий слон · c1 білий король · e1 білий король · g1 білий кінь | b8 чорний кінь · d8 чорний король · f8 чорний король · h8 чорний слон · a7 чорний пішак · c7 чорний пішак · e7 чорний пішак · g7 чорний пішак · b6 чорний пішак · d6 чорний пішак · f6 чорний пішак · h6 чорний пішак · a3 білий пішак · c3 білий пішак · e3 білий пішак · g3 білий пішак · b2 білий пішак · d2 білий пішак · f2 білий пішак · h2 білий пішак · a1 білий слон · c1 білий король · e1 білий король · g1 білий кінь | b8 чорний кінь · d8 чорний король · f8 чорний король · h8 чорний слон · a7 чорний пішак · c7 чорний пішак · e7 чорний пішак · g7 чорний пішак · b6 чорний пішак · d6 чорний пішак · f6 чорний пішак · h6 чорний пішак · a3 білий пішак · c3 білий пішак · e3 білий пішак · g3 білий пішак · b2 білий пішак · d2 білий пішак · f2 білий пішак · h2 білий пішак · a1 білий слон · c1 білий король · e1 білий король · g1 білий кінь | b8 чорний кінь · d8 чорний король · f8 чорний король · h8 чорний слон · a7 чорний пішак · c7 чорний пішак · e7 чорний пішак · g7 чорний пішак · b6 чорний пішак · d6 чорний пішак · f6 чорний пішак · h6 чорний пішак · a3 білий пішак · c3 білий пішак · e3 білий пішак · g3 білий пішак · b2 білий пішак · d2 білий пішак · f2 білий пішак · h2 білий пішак · a1 білий слон · c1 білий король · e1 білий король · g1 білий кінь | b8 чорний кінь · d8 чорний король · f8 чорний король · h8 чорний слон · a7 чорний пішак · c7 чорний пішак · e7 чорний пішак · g7 чорний пішак · b6 чорний пішак · d6 чорний пішак · f6 чорний пішак · h6 чорний пішак · a3 білий пішак · c3 білий пішак · e3 білий пішак · g3 білий пішак · b2 білий пішак · d2 білий пішак · f2 білий пішак · h2 білий пішак · a1 білий слон · c1 білий король · e1 білий король · g1 білий кінь | 2 |
| 1 | b8 чорний кінь · d8 чорний король · f8 чорний король · h8 чорний слон · a7 чорний пішак · c7 чорний пішак · e7 чорний пішак · g7 чорний пішак · b6 чорний пішак · d6 чорний пішак · f6 чорний пішак · h6 чорний пішак · a3 білий пішак · c3 білий пішак · e3 білий пішак · g3 білий пішак · b2 білий пішак · d2 білий пішак · f2 білий пішак · h2 білий пішак · a1 білий слон · c1 білий король · e1 білий король · g1 білий кінь | b8 чорний кінь · d8 чорний король · f8 чорний король · h8 чорний слон · a7 чорний пішак · c7 чорний пішак · e7 чорний пішак · g7 чорний пішак · b6 чорний пішак · d6 чорний пішак · f6 чорний пішак · h6 чорний пішак · a3 білий пішак · c3 білий пішак · e3 білий пішак · g3 білий пішак · b2 білий пішак · d2 білий пішак · f2 білий пішак · h2 білий пішак · a1 білий слон · c1 білий король · e1 білий король · g1 білий кінь | b8 чорний кінь · d8 чорний король · f8 чорний король · h8 чорний слон · a7 чорний пішак · c7 чорний пішак · e7 чорний пішак · g7 чорний пішак · b6 чорний пішак · d6 чорний пішак · f6 чорний пішак · h6 чорний пішак · a3 білий пішак · c3 білий пішак · e3 білий пішак · g3 білий пішак · b2 білий пішак · d2 білий пішак · f2 білий пішак · h2 білий пішак · a1 білий слон · c1 білий король · e1 білий король · g1 білий кінь | b8 чорний кінь · d8 чорний король · f8 чорний король · h8 чорний слон · a7 чорний пішак · c7 чорний пішак · e7 чорний пішак · g7 чорний пішак · b6 чорний пішак · d6 чорний пішак · f6 чорний пішак · h6 чорний пішак · a3 білий пішак · c3 білий пішак · e3 білий пішак · g3 білий пішак · b2 білий пішак · d2 білий пішак · f2 білий пішак · h2 білий пішак · a1 білий слон · c1 білий король · e1 білий король · g1 білий кінь | b8 чорний кінь · d8 чорний король · f8 чорний король · h8 чорний слон · a7 чорний пішак · c7 чорний пішак · e7 чорний пішак · g7 чорний пішак · b6 чорний пішак · d6 чорний пішак · f6 чорний пішак · h6 чорний пішак · a3 білий пішак · c3 білий пішак · e3 білий пішак · g3 білий пішак · b2 білий пішак · d2 білий пішак · f2 білий пішак · h2 білий пішак · a1 білий слон · c1 білий король · e1 білий король · g1 білий кінь | b8 чорний кінь · d8 чорний король · f8 чорний король · h8 чорний слон · a7 чорний пішак · c7 чорний пішак · e7 чорний пішак · g7 чорний пішак · b6 чорний пішак · d6 чорний пішак · f6 чорний пішак · h6 чорний пішак · a3 білий пішак · c3 білий пішак · e3 білий пішак · g3 білий пішак · b2 білий пішак · d2 білий пішак · f2 білий пішак · h2 білий пішак · a1 білий слон · c1 білий король · e1 білий король · g1 білий кінь | b8 чорний кінь · d8 чорний король · f8 чорний король · h8 чорний слон · a7 чорний пішак · c7 чорний пішак · e7 чорний пішак · g7 чорний пішак · b6 чорний пішак · d6 чорний пішак · f6 чорний пішак · h6 чорний пішак · a3 білий пішак · c3 білий пішак · e3 білий пішак · g3 білий пішак · b2 білий пішак · d2 білий пішак · f2 білий пішак · h2 білий пішак · a1 білий слон · c1 білий король · e1 білий король · g1 білий кінь | b8 чорний кінь · d8 чорний король · f8 чорний король · h8 чорний слон · a7 чорний пішак · c7 чорний пішак · e7 чорний пішак · g7 чорний пішак · b6 чорний пішак · d6 чорний пішак · f6 чорний пішак · h6 чорний пішак · a3 білий пішак · c3 білий пішак · e3 білий пішак · g3 білий пішак · b2 білий пішак · d2 білий пішак · f2 білий пішак · h2 білий пішак · a1 білий слон · c1 білий король · e1 білий король · g1 білий кінь | 1 |
|   | a | b | c | d | e | f | g | h |   |

|   | a                    | b                    | c                    | d                    | e                    | f                    | g                    | h                    |   |
| 8 | f4 R B h4 R B d2 R B | f4 R B h4 R B d2 R B | f4 R B h4 R B d2 R B | f4 R B h4 R B d2 R B | f4 R B h4 R B d2 R B | f4 R B h4 R B d2 R B | f4 R B h4 R B d2 R B | f4 R B h4 R B d2 R B | 8 |
| 7 | f4 R B h4 R B d2 R B | f4 R B h4 R B d2 R B | f4 R B h4 R B d2 R B | f4 R B h4 R B d2 R B | f4 R B h4 R B d2 R B | f4 R B h4 R B d2 R B | f4 R B h4 R B d2 R B | f4 R B h4 R B d2 R B | 7 |
| 6 | f4 R B h4 R B d2 R B | f4 R B h4 R B d2 R B | f4 R B h4 R B d2 R B | f4 R B h4 R B d2 R B | f4 R B h4 R B d2 R B | f4 R B h4 R B d2 R B | f4 R B h4 R B d2 R B | f4 R B h4 R B d2 R B | 6 |
| 5 | f4 R B h4 R B d2 R B | f4 R B h4 R B d2 R B | f4 R B h4 R B d2 R B | f4 R B h4 R B d2 R B | f4 R B h4 R B d2 R B | f4 R B h4 R B d2 R B | f4 R B h4 R B d2 R B | f4 R B h4 R B d2 R B | 5 |
| 4 | f4 R B h4 R B d2 R B | f4 R B h4 R B d2 R B | f4 R B h4 R B d2 R B | f4 R B h4 R B d2 R B | f4 R B h4 R B d2 R B | f4 R B h4 R B d2 R B | f4 R B h4 R B d2 R B | f4 R B h4 R B d2 R B | 4 |
| 3 | f4 R B h4 R B d2 R B | f4 R B h4 R B d2 R B | f4 R B h4 R B d2 R B | f4 R B h4 R B d2 R B | f4 R B h4 R B d2 R B | f4 R B h4 R B d2 R B | f4 R B h4 R B d2 R B | f4 R B h4 R B d2 R B | 3 |
| 2 | f4 R B h4 R B d2 R B | f4 R B h4 R B d2 R B | f4 R B h4 R B d2 R B | f4 R B h4 R B d2 R B | f4 R B h4 R B d2 R B | f4 R B h4 R B d2 R B | f4 R B h4 R B d2 R B | f4 R B h4 R B d2 R B | 2 |
| 1 | f4 R B h4 R B d2 R B | f4 R B h4 R B d2 R B | f4 R B h4 R B d2 R B | f4 R B h4 R B d2 R B | f4 R B h4 R B d2 R B | f4 R B h4 R B d2 R B | f4 R B h4 R B d2 R B | f4 R B h4 R B d2 R B | 1 |
|   | a                    | b                    | c                    | d                    | e                    | f                    | g                    | h                    |   |

## Фігури
- Пішаки (англ. Pawns): ходять як і у звичайних шашках, на одну клітину по діагоналі або на дві коли перестрибують через фігури опонента; при перестрибуванні обов'язково захоплювати усі можливі фігури. Можна на вибір побити якоюсь іншою фігурою, а не пішаком.
- Верблюди (англ. Camels): ходять одночасно на одну клітину по діагоналі та на дві прямо (на одну більше ніж кінь у звичайних шахах); захоплювати їм при нагоді необов'язково.
- Слони (англ. Bishops): ходять як слони у шахи; захоплювати їм при нагоді необов'язково.
- Королі (англ. Kings): ходять як пішаки, але ще можуть ходити по діагоналі назад; при цьому обов'язково захоплювати усі можливі фігури.

## Правила
Якщо пішак доходить до кінця поля, то може перетворитись на короля, слона або верблюда.

## Початкова позиція
- Білі: Королі c1, e1; Слон a1; Верблюд g1; Пішаки a3, b2, c3, d2, e3, f2, g3, h2.
- Чорні: Королі d8, f8, Слон h8; Верблюд b8; Пішаки a7, b6, c7, d6, e7, f6, g7, h6.

## Умови перемоги
Перемагає гравець що захопив усіх королів противника. Гравець який не має можливості ходу (пат) програє. Гру починають чорні.